# جاي إس. هوليداي
جاي إس. هوليداي (بالإنجليزية: J. S. Holliday)‏ هو مؤرخ أمريكي، ولد في 10 يونيو 1924، وتوفي في 31 أغسطس 2006.